# Protopselaphus burckhardti
Protopselaphus burckhardti (лат.) — вид жуков-стафилинид рода Protopselaphus. Видовое название дано в честь колеоптеролога Д. Буркхардта (Dr. Daniel Burckhardt), участвовавшего в сборе четырёх из восьми новых вида рода.

## Распространение
Юго-Восточная Азия: Малайзия.

## Описание
Мелкие коротконадкрылые жуки, длина тела менее 2 мм. От близких видов отличается следующими признаками: мезостернальный межтазиковый выступ короткий, мезостернальная длина менее чем 0,4 x мезо-метастернальная длина. Основная окраска тела желтовато-коричневая. Усики 11-члениковые, последние три членика крупные и образуют расширенную булаву. Нижнечелюстные щупики состоят из 4 сегментов, нижнегубные щупики 3-члениковые. Глаза округлые, многофасеточные, выступающие. Переднеспинка овальная с полностью закругленными боковыми краями. Надкрылья относительно длинные, с параллельными сторонами и слегка закругленными задними краями. Ноги тонкие.